# BLUE LETTER
「BLUE LETTER」（ブルーレター）は1982年9月21日に発売された甲斐バンドの21枚目のシングル。

## 概要
オリコン最高位39位。
アルバム『虜-TORIKO-』の先行シングル。両面とも国内ミックスダウンのシングル・バージョン。
タイトル曲の『BLUE LETTER』は、歌詞の中に放送禁止用語が含まれていたため発売当初はテレビで流されなかった。しかしその後、1986年の解散前に出演した『夜のヒットスタジオ』や2010年に出演の『ミュージック・フェア』などで演奏された。
2005年に開催された甲斐よしひろのツアー『アコギなPARTY30』にて、前年に死去したギターの大森信和が好きだった曲として、『BLUE LETTER』が紹介された。

## 収録曲
- 全作詞・作曲：甲斐よしひろ

1. BLUE LETTER （Single Version）
編曲：後藤次利
2. ブライトン・ロック （Single Version）
編曲：星勝・甲斐バンド・椎名和夫

## テイク別
本作が収録されているアルバムはN.Y3部作の1枚で、編集盤『ポイズン80's』において、各楽曲のアルバム未収録テイクや未発表テイクが明らかにされている。太字は、本作収録テイク。
| 曲名               | Version |
| ------------------ | --- |
| BLUE LETTER        | *Album（LP"虜-TORIKO-" More Up Synth. Mixed by BOB CLEARMOUNTAIN） *Single（Mixed by KENJI MURATA） *No Release（Normal） |
| ブライトン・ロック | *Album（LP"虜-TORIKO-" Mixed by BOB CLEARMOUNTAIN） *Single（Mixed by KENJI MURATA）                                      |